# Arthur Ziffo
Arthur George Ziffo (født 11. august 1858 i London) var en engelsk tennisspiller.
Ziffo kunne på grund af forretningsmæssige forpligtelse aldrig helt hellige sig tennissporten, men nåede alligevel i 1887 all comers-finalen i de britiske indendørsmesterskaber. I 1888, 1889 og 1890 vandt han turneringen i Eastbourne. I samme periode deltog han også i Wimbledon-mesterskaberne, hvor han i 1889 nåede kvartfinalen i single og i 1888 semifinalen i double sammen med Ernest Meers. I 1891 tabte han i Eastbourne-finalen til Harry Barlow og sluttede samme år sin tenniskarriere.
Ziffo var lille af statur og løb ofte til nettet for at udnytte sin styrke, flugtspillet.